# Le Plein de super (film)
Pour les articles homonymes, voir Le Plein de super.
Pour plus de détails, voir Fiche technique et Distribution.
Le Plein de super est un film français d'Alain Cavalier sorti en 1976.

## Synopsis
Quatre hommes en roue libre filent en voiture vers le Sud. Klouk est un garçon conformiste, chargé par son patron de convoyer la voiture d'un gros client jusqu'à Cannes. Son ami Philippe part avec lui, et ils prennent en stop Charles et Daniel avec qui ils se lient d'amitié.

## Slogan
Le film était sorti avec en annotation sur son affiche : Un film pas ordinaire.

## Fiche technique
- Titre : Le Plein de super
- Réalisation : Alain Cavalier
- Scénario : Patrick Bouchitey, Alain Cavalier, Étienne Chicot, Bernard Crombey, Xavier Saint-Macary
- Producteurs : Danièle Delorme, Yves Robert
- Musique originale : Étienne Chicot
- Photographie : Jean-François Robin
- Montage : Pierre Gillette
- Assistants réalisateur : Patrick Dewolf, Georges Manuélis
- Son : Jean-Louis Ducarme
- Sociétés de production : C.A.P.A.C. - Fideline Films - Les Productions de la Guéville - Madeleine Films - UGC
- Genre : road Movie
- Pays :  France
- Durée : 97 minutes
- Date de sortie : France - 7 avril 1976

## Distribution
- Patrick Bouchitey : Daniel
- Étienne Chicot : Charles
- Bernard Crombey : Klouk
- Xavier Saint-Macary : Philippe
- Béatrice Agenin : Agathe
- Nathalie Baye : Charlotte
- Catherine Meurisse : Camille
- Valérie Quennessen : Marie
- Régis Anders : voyageur du motel
- Jean-Paul Bonnaire : pompiste
- Hélène Calzarelli : femme au chat
- Daniel Colas : acheteur de la Porsche
- Étienne Draber : patron du garage
- Albert Dray : client du restoroute
- Alexandre Fabre : Jean-Loup Courcy
- Victor Garrivier : père de Camille
- Michel Mitrani : monsieur Lambert
- Nicolas Pecresse : enfant

## Lieux de tournage
- À noter qu'une très courte scène du film se déroule dans la villa Nellcôte, lieu rendu célèbre par la présence des Rolling Stones pendant quelques mois.